# Spring Valley, Nevada
Spring Valley är en förort till Las Vegas i Clark County i Nevada i USA. Den ligger 3 kilometer väster om Las Vegas Strip.
Området började som en 4,8 kilometer lång motorbana,  Stardust International Raceway, i öknen där man från 1965 körde racing och dragracing. År 1970 lades motorbanan ner och man började bygga bostäder. Staden bildades officiellt i maj 1981 och fick sitt namn efter bergskedjan Spring Mountains. Ursprungligen täckte den ett område på 3 kvadratkilometer men har växt så den nu täcker hela dalgången.

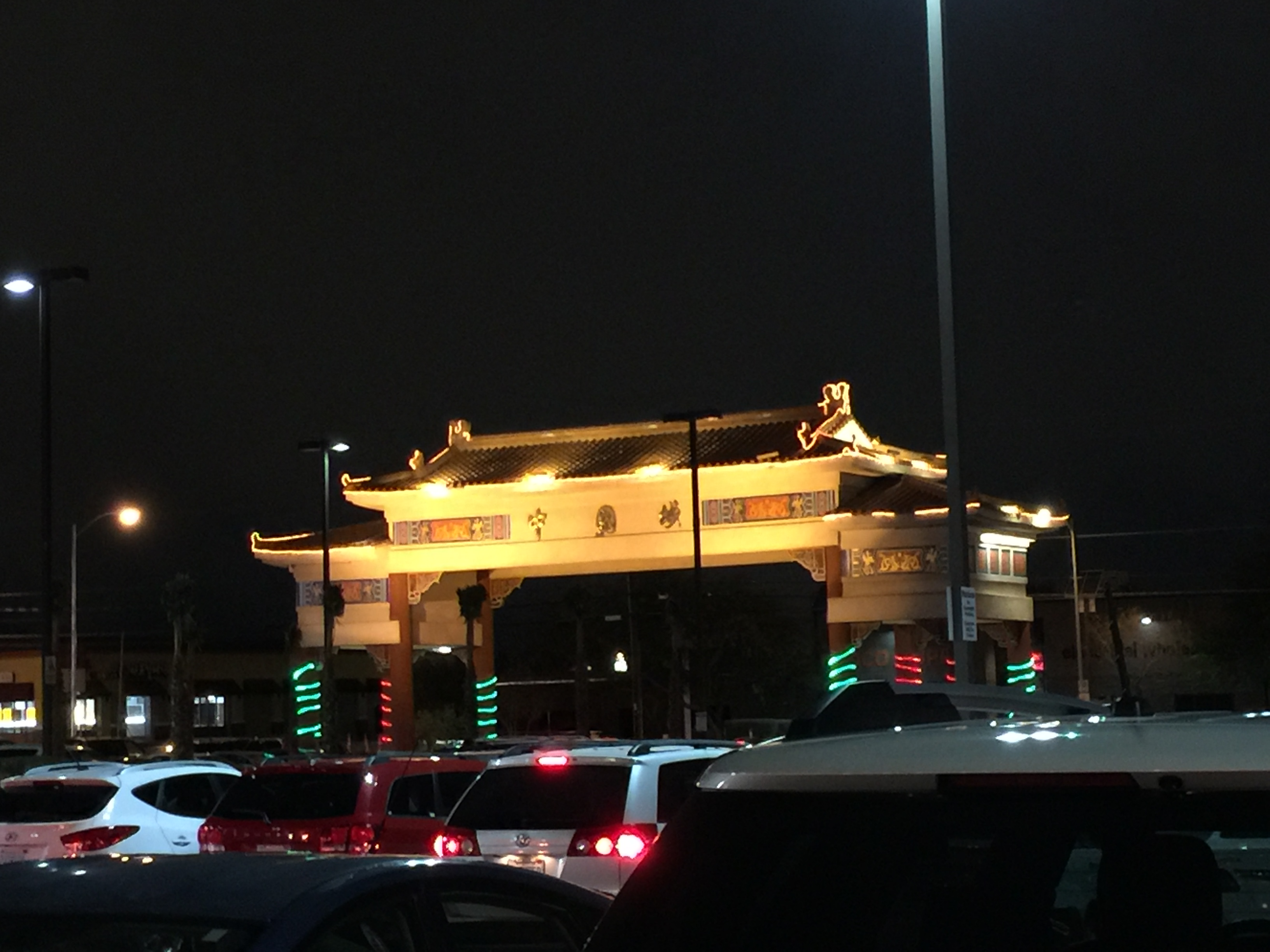
Porten till Las Vegas Chinatown.

Las Vegas Chinatown ligger i Spring Valley. Den liknar inte kineskvarteren i San Francisco och New York utan är en modern stadsdel med asiatiska butiker som byggdes i slutet av 1990-talet. År 1999 utsågs området officiellt till Las Vegas Chinatown av Nevadas guvernör Kenny Guinn.
Filmen View from the Top spelades in i Spring Valley år 2003.